# Videochiamata
La videochiamata è un'evoluzione della classica telefonata, arricchita dalla possibilità di vedere il proprio interlocutore e appartiene alla categoria della videoconferenza. È possibile effettuare videochiamate sia tramite un apposito videotelefono da collegare alla linea fissa, sia tramite telefonini a partire dallo standard UMTS.
Con l'introduzione del protocollo Dual Transfer Mode (DTM), è possibile effettuare videochiamate anche su particolari terminali GSM. 

## Telefonini dotati della funzione di videochiamata
Questa lista è suscettibile di variazioni e potrebbe essere incompleta o non aggiornata.

### Apple
solo tramite FaceTime

#### iPhone
4, 4S, 5, 5c, 5s, 6, 6 Plus, 6s, 6s Plus, SE (1ª gen), 7, 7 Plus, 8, 8 Plus, X, Xr, Xs, Xs Max, 11, 11 Pro, SE (2ª gen), iPhone 12, iPhone 12 Pro, iPhone 13, iPhone 13 Pro, iPhone 14, iPhone 14 Plus, iPhone 14 Pro, iPhone 14 Pro Max

#### iPod touch
4ª, 5ª, 6ª e 7ª gen.

#### iPad
iPad 2, 3ª gen., 4ª gen., mini, mini 2, mini 3, mini 4, mini 5, Pro, mini 6

### LG
L600V, U300, U310, U450, K. CHOCOLATE, KG8, U8138, U8180, U8330, U830, U880, U890, U900, U950, U970, KS10, KS20, KU385, KF750 Secret, KT525, KT610, KT615, GW300

### Motorola
A835, A1000, E1070, V1000, V1050, V1075, V980, V3X, V3XX, X4, Z2

### NEC Corporation
E313

### Nokia
620, 5800, 6110 Navigator, 6120, 6267, 6500, 6288, 6630 (solo fotocamera posteriore), 6680, E5 (solo fotocamera posteriore), E52, E61, E65, E66, E71, E72, E75, N70-1, N71, N72, N73, N77, N78, N79, N80, N81, N82, N85, N90, N91, N93, N95 (4 e 8 GB), N96, Nst-1, Nst-2, Nst-4, Nst-5, Nst-6, Nst-7, N97, N97 Mini, N8

### Samsung
P920, Z220, Z400, Z500, Z560, z720, ZV30, ZV50, ZV60, U700, F480, L760, SGHJ750

### Sony Ericsson
P1i, P990, W660i, Z1010, Z610i, Z750i, K530i, K608i, V800i

### Telit
GU1100